# Pertiguero mayor de Santiago
El oficio de pertiguero mayor de Santiago de Compostela, o de la tierra de Santiago, fue una antigua dignidad seglar de esta iglesia metropolitana, análoga a la de los vídamos de los obispos franceses. En su origen, era provisto libremente por el arzobispo en miembros de la nobleza magnaticia, pero en la Baja Edad Media fue prácticamente patrimonializado por la casa de Castro, y durante la Moderna llegó a tener carácter honorífico y hereditario, sucediéndose en la casa de los condes de Monterrey hasta el final del Antiguo Régimen.

## Descripción
El oficio de pertiguero mayor de Santiago era desempeñado por miembros de la alta nobleza y tenía funciones militares, policiales y judiciales. Entre las funciones militares se contaban la de acaudillar las milicias episcopales compostelanas y socorrer con las mesnadas propias al arzobispo de Santiago de Compostela y su territorio.
Conviene señalar que la pertiguería mayor de Santiago había sido concedida por los prelados compostelanos desde la época del arzobispo Diego Gelmírez a cualquier magnate o ricohombre que les prestara homenaje y se comprometiera a defender a la Iglesia compostelana, a la ciudad de Santiago, y a todo el territorio o señorío de los arzobispos de «cualquier ataque o desdén», como señaló Manuel Castro y Castro, y al mismo tiempo el cargo de pertiguero convertía a su poseedor en «verdadero comendatario» de las grandes posesiones de los arzobispos compostelanos.
Salazar de Mendoza relaciona este oficio con el de los perticiarios de las legiones romanas, y aduce como prueba de su alta dignidad que el ricohombre del siglo XIII Andrés Fernández de Castro, adelantado mayor de Galicia (hermano de Esteban, hijo de Fernando y nieto de Gutierre Rodríguez), lo usaba como título al confirmar los diplomas reales.

## Pertigueros mayores de Santiago
Algunos de los pertigueros mayores de Santiago en la Edad Media fueron los siguientes individuos, todos ellos miembros de la alta nobleza, o incluso emparentados con la realeza:
- Esteban Fernández de Castro, señor de Lemos y Sarria y adelantado mayor de Galicia.
- Andrés Fernández de Castro, hermano del anterior y también adelantado mayor de Galicia.
- Fernando Rodríguez de Castro, señor de Lemos y Sarria y bisnieto del rey Alfonso IX de León.
- Alfonso de Valencia, señor de Valencia de Campos y Mansilla y nieto de Alfonso X de Castilla.[5]
- Felipe de Castilla, infante de Castilla e hijo del rey Sancho IV de Castilla.
- Pedro Fernández de Castro, señor de Lemos, Monforte y Sarria, y nieto del rey Sancho IV de Castilla.
- Pedro Enríquez de Castilla, condestable de Castilla y nieto de Alfonso XI de Castilla.[6]
- Fadrique Enríquez de Castilla, hijo del anterior y bisnieto de Alfonso XI de Castilla.[6]